# Lecteria (Psaronius) brevitibia
Lecteria (Psaronius) brevitibia is een tweevleugelige uit de familie steltmuggen (Limoniidae). De soort komt voor in het Neotropisch gebied.